# HD85100
HD85100 — хімічно пекулярна зоря спектрального класу A9, що має видиму зоряну величину в смузі V приблизно  8,1.
Вона  розташована на відстані близько 590,9 світлових років від Сонця.